# Thapelo Amad
Thapelo Amad (geboren um 1982 in Soweto, Johannesburg) ist ein südafrikanischer Politiker der Al Jama-ah und vom 27. Januar bis 24. April 2023 Bürgermeister der Metropolgemeinde City of Johannesburg.

## Leben
Thapelo Amad wuchs im ehemaligen Township Soweto auf. Dort lebte er in einem muslimischen Umfeld, wodurch er später Imam in seiner Gemeinde wurde.
Nach seiner Schulzeit studierte er an verschiedenen Bildungseinrichtungen. Demnach hält er einen Bachelor of Arts in Islamwissenschaften (Theologie) nach fünfjähriger Ausbildung an der Jaami’ah Darul Uloon in Newcastle und graduierte dazu an der Jamia Faizul Uloom ul Islamia in Durnacol. Von der Universität Johannesburg erhielt er die NQR Level 4-Qualifikation in Unternehmensmanagement und von der National School of Government (NSG) in Pretoria eine NQR Level 5-Qualifikation auf dem Gebiet Gender Mainstreaming für den öffentlichen Dienst. 2022 begann er eine Fortbildung auf dem Gebiet der öffentlichen Verwaltung bei der South African Local Government Association, die den Befähigungsnachweis als „Medienbeauftragter“ zum Ziel hat. Amad nimmt am ASRI Future Leaders Fellowship Programme in Parktown, Johannesburg, teil.
Zu seinem vielseitigen gesellschaftlichen Einsatz gehören und gehörten verschiedene Positionen, wie Regionalvorsitzender von Junior Chamber International (JCI), früherer Ward-Chef (Ward 10, Johannesburg) von Economic Freedom Fighters (EFF) sowie ehemaliger Generalsekretär von iThemba Lama Africa, einer NPO-Bürgerrechtsbewegung. Ferner wurde er Lehrer an der Madrasa in seiner Gemeinde.
Seine politische Karriere begann als Mitglied der Economic Freedom Fighters (EFF). Im Jahr 2018 trat er in die Partei Aljama-ah ein. Das politisches Engagement von Amad führte dazu, dass er in kurzer Zeit Vorsitzender seiner Partei in der südafrikanischen Provinz Gauteng wurde, die Interessen von Teilen der muslimischen Bevölkerungsgruppe vertritt. Im Jahr 2019 trat er als Bürgermeisterkandidat (für executive mayor) in Johannesburg an.
Am 27. Januar 2023 erhielt Amad im Stadtrat der Metropolgemeinde bei einer Misstrauensabstimmung gegen die bisherige Amtsinhaberin Mpho Phalatse von der Democratic Alliance (DA) eine erhebliche Stimmenmehrheit (138 für Amad, 81 für Mpho Phalatse 81 und 46 für Funzi Ngobeni). Weite Unterstützung für seine Wahl erhielt er von den Stadtratsmitgliedern des ANC, der EFF, Patriotic Alliance und den kleineren Parteien African Independent Congress, Al Jama-ah, African Transformation Movement und COPE. Kritische Beobachter sahen in ihm lediglich einen Amtsträger für einen Übergangszeitraum von 6 Monaten, bis sich die in Uneinigkeit geratenen Kräfte des ANC und EFF auf einen gemeinsamen Kandidaten verständigt hätten. Der ANC-Vorsitzende von Gauteng, Panyaza Lesufi, sah in dieser Personalentscheidung jedoch einen künftigen Trend, die Spitzenpolitiker der DA auch in anderen großen Kommunen zu verdrängen.
Amad stand in den vergangenen Jahren in vorderster Reihe der Opposition gegen die DA in Johannesburg. Seit Oktober 2022 war er auf Vorschlag von Johannesburgs Bürgermeister Dada Morero (Amtszeit: 30. September 2022 bis 25. Oktober 2022, ANC) im ANC-geführten Bündnis zum MMC (englisch Member of the Mayoral Committee, etwa: „Rat der Fachbereichsbürgermeister“) für Entwicklungsplanung berufen worden, das wenig später von einer DA-geführten Mehrheit abgelöst wurde.
Amad trat am 24. April 2023 vom Posten des Bürgermeisters der Metropolgemeinde Johannesburg zurück, nachdem die Oppositionsparteien ein Misstrauensvotum gegen ihn angekündigt hatten und nachdem die Patriotic Alliance gedroht hatte, die gemeinsame Koalition zu verlassen, falls er weiter im Amt bliebe.